# Monotype Imaging

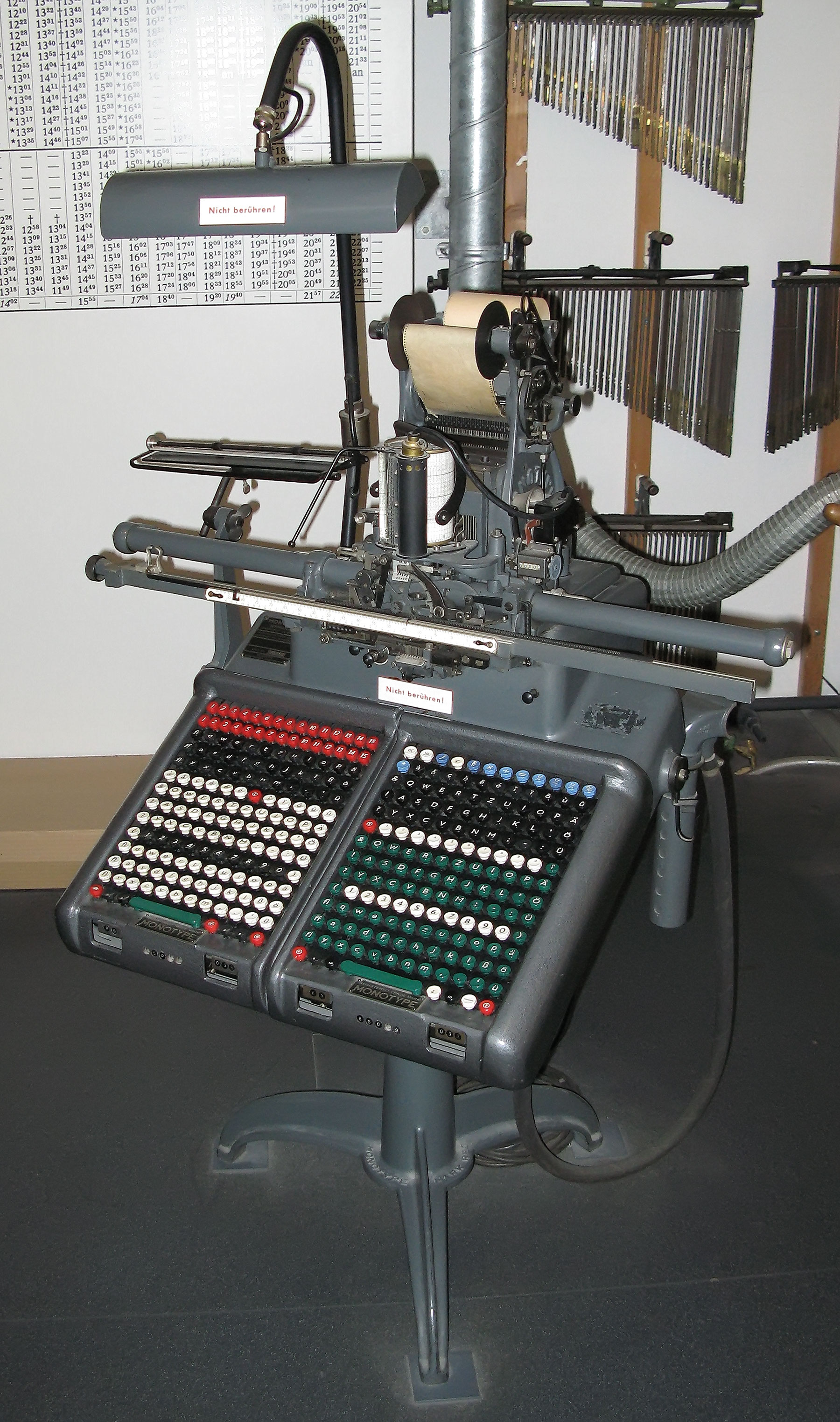
Toetsenbord van Monotype, met op de achtergrond Typograph-matrijzen

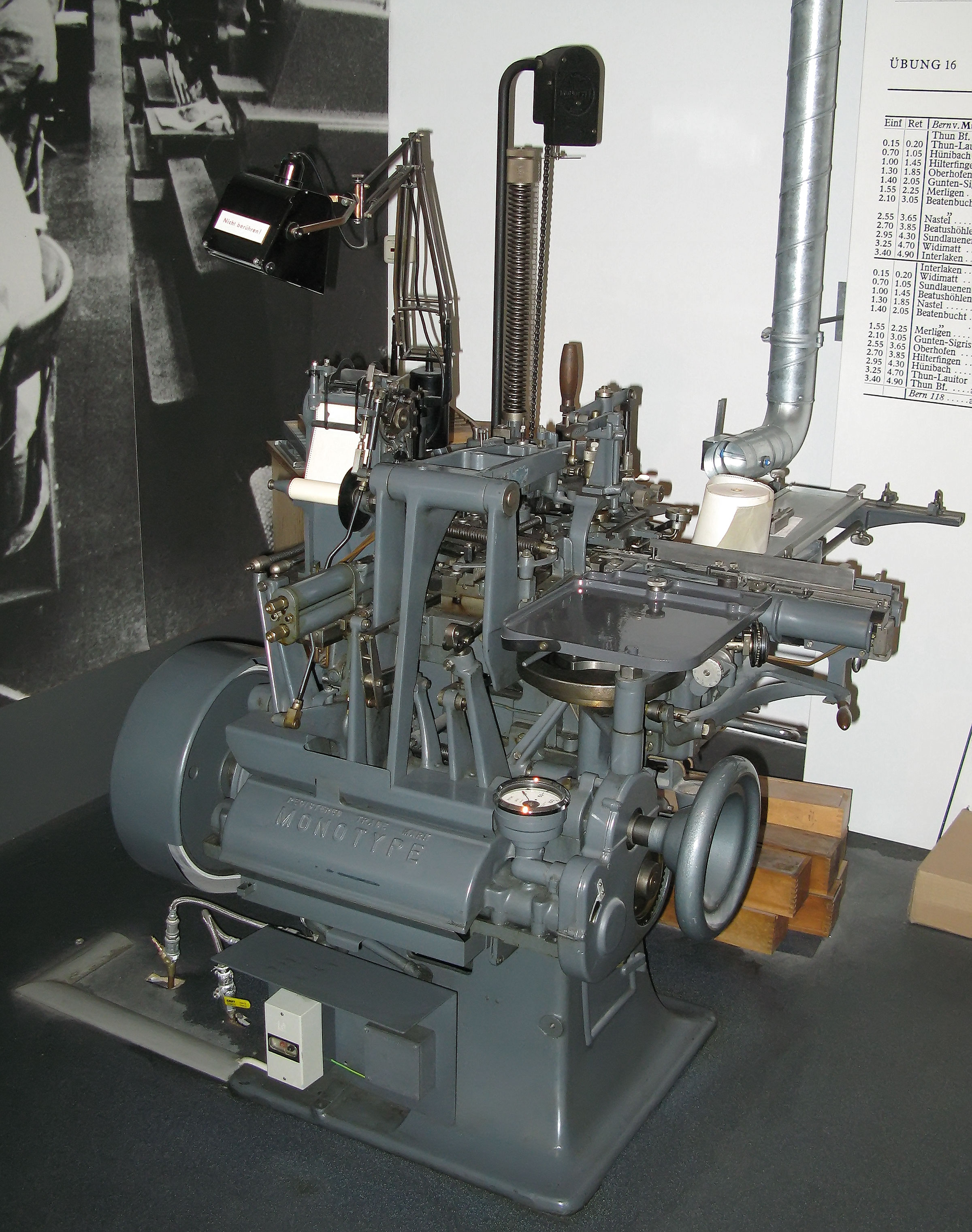
Zetselgietmachine voor het gieten van tekst in letterverband

Monotype Imaging, Inc. was een bedrijf dat zich bezighield met drukken en het ontwerpen van lettertypes. Het bedrijf was verantwoordelijk voor een aantal belangrijke ontwikkelingen in de moderne druktechniek. Het bedrijf was de opvolger van Lanston Monotype in Philadelphia Amerika, en The Monotype Corporation Limitedin Salfords in het Verenigd Koninkrijk. Deze twee bedrijven haden in de jaren 1897 tot in de jaren zeventig van de 20e eeuw zeer vele lettertypen ontwikkeld waaronder bijvoorbeeld de "Times New Roman" en ook veel oude lettertypen onder de aandacht gebracht, zoals belangrijke herzieningen van "Garamond", "Baskerville", "Bembo", "Dante", "Pastonchi" en vele anderen. Belangrijk was hierbij de invloed van typografisch adviseur Stanley Morison.
Lanston's belangrijkste bijdrage was de ontwikkeling van de Monotypezetmachine waardoor het mogelijk werd een tekst te gieten in losse loden letters. De regels komen compleet uitgevuld van de machine. Een tekst kon indien nodig eenvoudig (en goedkoper) gecorrigeerd en aangepast worden door alleen de foute letters of tekens te verwijderen en te vervangen door de juiste losse letters. Dit in tegenstelling tot "Linotype"- of "Intertype"zetsel, waar het zelfs voor slechts een enkele fout altijd noodzakelijk was om een gehele of zelfs meerdere regels volledig uit het zetsel te halen en te vervangen door opnieuw te gieten regels.
Met een pincet kunnen de letters uit de regel worden gehaald. Loswrikken en onoordeelkundig gebruik van een pincet of correctietang kan daarbij letters in het zetsel gemakkelijk beschadigen. Daarom werden deze pincetten ook wel aangeduid als lettermoordenaar, een oude term, die stamt uit de tijd van het handzetten, ver voor zetselgietmachines in gebruik werden genomen.
Na de "heetloodtijd", toen de drukkerijen omschakelden naar offset en computers, gingen de rechten op de letterontwerpen van de Engelse ontwerpen (?) over naar Monotype Imaging, Inc.. De rechten op de ontwerpen van de Linotype-letterontwerpen werden uiteindelijk ook door deze maatschappij verworven.

## Monotypezetmachine
De Monotype werd uitgevonden door Tolbert Lanston., De eerste bruikbare Monotypemachines kwamen in 1887 in de Verenigde Staten in productie.
Al een paar jaar later maakt Monotype de oversteek naar Engeland. Er wordt een fabriek gestart in Salfords, nabij Londen. De productie wordt daar opgezet, eerst geheel naar Amerikaans model. Later wordt deze tak geheel zelfstandig. Lanston-Monotype neemt de markt in Noord- en Zuid-Amerika voor zijn rekening. De Engelsen bedienen de "rest" van de wereld.
De Monotype is een zetmachine. De Monotype bestaat uit twee apparaten. Op de toetsen van het keyboard wordt de tekst ingevoerd. De lettertekens worden op een ponsband gecodeerd. Deze machine is zeer uitgebreid: het heeft zevenmaal een volledig "QWERTY"-toetsenbord en daarnaast nog extra functietoetsen voor diverse functies, die een platte uitvulling van de regels mogelijk maken.
De zetselgietmachine is een automaat die wordt bestuurd door deze ponsband. Het matrijzenraam in de zetselgietmachine wordt telkens in een andere stand gebracht, waarna een loden letter wordt gegoten van de matrijs, die boven de gietvorm is gebracht. De losse letters en spaties worden automatisch tot een regel samengevoegd. De dikte van de letters en spaties kunnen door een ingenieus systeem van wiggen en correctiewiggen met een nauwkeurigheid van 2000 dpi worden aangepast. Daarmee was de machine in staat perfect "uitgevulde" regels te produceren.
De Monotype werd vooral gebruikt voor het zetten van tekst van boeken. Zetmachines leverden een grote tijdsbesparing op in vergelijking met het handmatige letterzetten. Bovendien werd telkens nieuwe letters gegoten, zodat geen slijtage ontstond zoals bij handletters.
Grotere corpsen, tot 36 punt, kon in letterverband worden gegoten op speciaal daarvoor ingerichte "large-composition-machines". Daarnaast was er ook nog de "super-caster" of "Supra". Die machine kan losse letters gieten, in alle corpsen tot maximaal 72 punt Pica. Verder werd deze machine ook gebruikt om spaties, clichéwit, letterwit of "furniture" te gieten. Alles voor handzetsel.
Voor de landen op het "continent" van Europa werden afwijkende gietvormen in Didot-maten en zelfs in Fournier-maten geproduceerd, en diverse letterhoogten, die buiten de Angelsaksische landen gebruikt worden.
De matrijzen voor de zetselgietmachine kunnen niet worden gegoten op de Supra met een Supra- of "display"-gietvorm, omdat het beeld in Supra-matrijzen minder diep is ingeslagen.
Weinig bekend is het feit, dat Monotype nog een aantal andere machines heeft geproduceerd, naast de "Super-Caster" was er ook de "Thompson-caster". Beide machines werden gebruikt om losse letters te gieten vooral voor de grotere corpsen.
Verder ontwikkelde Monotype nog vele andere machines die voor fotografisch zetsel en de offsetdrukkerij gebruikt werden.

## Organisatie binnen de drukkerij
Zetten en gieten gebeurt over het algemeen in verschillende ruimten. Daarbij moet worden aangetekend, dat het "zetten" of uittikken van de banden zeer veel meer tijd kostte dan het gieten zelf. Er waren bijna drie "keyboards" nodig, om een zetselgietmachine aan het werk te houden. Een gieter had daarbij de zorg voor twee of zelfs drie machines in vol bedrijf. Dat waren automaten, die door papierbanden gestuurd de uiteindelijke productie leverden.
Een zetselgietmachine is een lawaaimachine, waarboven de gietvormolie, die in het vloeibare lood druipt en daar verbrandt, nog extra bijdraagt aan een weinig arbeids-vriendelijke omgeving. Reden genoeg om te zorgen dat de gietmachines in een afgeschermde ruimte werden geplaatst. Gehoorbescherming was niet in de mode.
Bij storingen aan een van de machines, werd deze stil gezet, de machineoperator was in het algemeen niet toegestaan om serieuze storingen zelf te verhelpen. Daarvoor miste een productiegieter ook de ervaring. Zeker in grote bedrijven was dit het geval. Reparatie van machines en het onderhoud van de gietvormen was het werk van de voorman of een andere specialist in het bedrijf.
De keyboardoperators waren bijgevolg altijd veruit in de meerderheid in een bedrijf. Dat was schoon en meer "intellectueel" getint werk, dat veel hoger gewaardeerd werd dan het "vieze" gieten.

## Verschillen tussen Amerika en Engeland
Het beeld van de letter is in Amerikaanse matrijzen .0020 inch minder diep vergeleken met de Engelse matrijzen. Een vrij effectieve manier om de markt te verdelen: Lanston-Monotype hield de markt van Amerika en Canada, de Monotype-Corporation in het Verenigd Koninkrijk bediende de "rest" van de wereld. Voor de vele klanten in Azië heeft deze firma ook zeer vele lettertypen ontworpen voor niet-Latijnse lettertypen, zoals bijvoorbeeld: Hebreeuws, Arabisch, Thais, Cyrillisch, Javaans en nog vele anderen.
Amerikaanse lettertypen hebben over het algemeen een andere ontwerper en een totaal ander voorkomen dan de lettertypen die in Engeland werden ontwikkeld.

## Elektronisch
Om het moeizame uittikken van de banden te automatiseren ontwikkelde Monotype een computerzetsysteem, gebaseerd op de Z80-processor. Dat systeem kwam echter te laat, was veel te duur, en bovendien stond de toenmalige leiding van het bedrijf heel ambivalent ten aanzien van computergebruik en de mogelijkheden ervan.
In de jaren zestig van de 20e eeuw waren de machines mede geëvolueerd van hoogdruk naar vlakdruk (offset). Eerst was er de "Mono-Photo". Deze machine was volgens hetzelfde mechanische concept gebouwd als de heetloodmachine. De matrijzen in het matrijzenraam waren vervangen door negatieven, de gietvorm door een lenzensysteem. Letter voor letter liet telkens een ander klein negatief een lichtbundel door en door de lenzen op een gevoelige film geprojecteerd. Deze belichtingsmachine werkte nog gedeeltelijk mechanisch en verschilde weinig met zijn voorganger. Er werden negatieven voor offsetplaten mee gemaakt. Groot voordeel voor de drukkerij was dat de keyboards in functie bleven, want ook deze machine werkte met papieren ponsbanden.
Een groot voordeel voor de drukkerijen was, dat de keyboards net zo goed konden worden gebruikt voor de "hete" machines als de nieuwe "MonoPhoto". Het was niet nodig om in een keer volledig om te schakelen. Monotype ging echter veel te lang door op dit oude mechanische concept.
Latere typen werden in plaats van mechanisch, elektronisch gestuurd en de verkregen dunnere ponsband werd gelezen op een belichtingsmachine.
Met de opkomst van de offset verdwenen langzamerhand in Europa de zetmachines uit de drukkerijen.
In de jaren zeventig ontwikkelde Monotype een belichtingstechniek die nog heden ten dage gebruikt wordt. Een student met een stageopdracht bij Monotype, dr. David Hedgeland, was verantwoordelijk voor de ontwikkeling van een lasergestuurde belichtingssysteem dat via een "computer" werd aangestuurd. Het apparaat kreeg de productnaam "LaserComp". Wat toen computer heette, heet nu RIP (Raster Image Processor). Hedendaagse belichtingssystemen, voor het belichten van b.v. drukplaten (Computer to Plate), maken nog steeds gebruik van de lasertechniek die door Monotype geïntroduceerd is. RIP systeem zijn dagelijks bij iedereen in gebruik voor het aansturen van printers en belichters.
Door deze revolutie in belichtingstechniek maakte Monotype een moeilijke periode door. De nadelen van de LaserComp deden het bedrijf bijna de das om. Echter, een directeur van Monotype in Frankrijk, Pierre Bogdansky, zag de grote mogelijkheden van deze techniek voor de krantenindustrie. Men kon namelijk met de LaserComp hele krantenpagina's in één keer belichten, inclusief foto's en afbeelding. Dat was toen absoluut uniek. Monotype werd daardoor een van de groten in de krantenindustrie. Alleen al in Parijs stonden meer dan 80 LaserComps in productie bij krantenbedrijven. Later kreeg Monotype in Nederland ook een heel groot marktaandeel in de krantenindustrie, onder meer bij De Telegraaf en Wegener.

## Voortbestaan van het bedrijf
Eind jaren tachtig besloten de aandeelhouders van Monotype Corporation Holding Plc (de holding en eigenaar van "Monotype") hun aandelen aan een Amerikaanse investeringsmaatschappij en management groep te verkopen, KBA (King, Black and Associates). Kort na de overname ging KBA de eigendommen van Monotype verkopen (veel kostbare grond) en mede daardoor kwam Monotype in financiële problemen. Het gevolg van een en ander was een failliet van Monotype Corporation Holding Plc op 4 maart 1992.
Door de curator werd het bedrijf in twee gedeelten opgesplitst. De "machines" gingen op in Monotype Systems en de "letters", inclusief de merknaam Monotype, naar een groep investeerders onder leiding van René Kerfante. Deze groep verkocht vervolgens de Monotypeletters aan AGFA, nadat er een belangrijk contract met Microsoft was gesloten. Monotype Systems mocht de productnaam "Monotype" nog 10 jaar gebruiken en men veranderde de naam in 2002 in alfaQuest Technologies en IPA Systems. Recentelijk verkocht AGFA zijn belang in Monotype lettertypes aan de huidige eigenaar Monotype Imaging Inc, waarover in de aanhef van dit artikel wordt gesproken. Het is dan ook niet juist te veronderstellen dat het huidige Monotype Imaging Inc, zoals in de aanhef van dit artikel wordt gemeld, verantwoordelijk zou zijn voor de rijke historie van Monotype. Dit bedrijf is, na het failliet van Monotype 1992 en via een omweg, slechts eigenaar geworden van de merknaam Monotype en de Monotypebibliotheek.
Verdere evolutie van allerlei elektronische systemen op de grafische markt en de opkomst van pc, internet en e-mail heeft ervoor gezorgd dat het meeste zetwerk nu zelf wordt aangemaakt door de auteur van het werk. Daardoor is het eigenlijke beroep van letterzetter nagenoeg verdwenen.
Zetsels werden A4-printjes en belichtingsmachines maken nu de bladzijden volledig opgemaakt met tekst en illustraties direct aan op een drukplaat die dan gebruiksklaar op de pers wordt aangebracht.

## Musea met Heet-lood-zetselgietmachines[5]
In Londen was The Type Museum, waar het productiearchief, de punches en de "patterns" (waarmee de punches werden gemaakt) werden bewaard. Zo konden nog altijd matrijzen worden gefabriceerd. Dit alles is nu opgeslagen in de Engelse National Archives.
De Stichting Lettergieten te Westzaan is een Nederlands museum dat vier werkende Monotypes in stand houdt.
Het Book Art Museum[dode link] in Lodz, Polen. Heeft een uitgebreide verzameling machines en matrijzen.
Daarnaast zijn er ook vele amateurdrukkers, in de USA, het Verenigd Koninkrijk, Frankrijk, Duitsland en maar ook in Nederland, die Monotypemachines in werking houden. Veel grafische musea herbergen nog Monotypezetmachines, veel daarvan staan stil, aangezien het bijzonder moeilijk is, nog de oude vaklui te vinden, die er vroeger mee gewerkt hebben. Ook is het steeds moeilijker om reserve-onderdelen te vinden .